# Kościół św. Antoniego w Dorowie
Kościół św. Antoniego w Dorowie – katolicki kościół filialny zlokalizowany we wsi Dorowo w gminie Resko, w powiecie łobeskim (województwo zachodniopomorskie). Należy do parafii Najświętszego Serca Pana Jezusa w Radowie Wielkim.

## Historia i architektura
Murowany w konstrukcji ryglowej kościół wzniesiony został w XVIII wieku. Sytuowany na planie prostokąta, posadowiony jest na ceglanej podmurówce. Od strony wschodniej budowlę zamyka trójboczne prezbiterium. Otwory okienne zakończone są półokrągło. Od zachodu do kościoła przylega węższa od nawy wieża na planie kwadratu, wzniesiona w konstrukcji ryglowej. Górna kondygnacja wieży, oszalowana, zakończona jest ośmioboczną latarnią zwieńczoną barokowym hełmem krytym gontem.
W prezbiterium znajdują się współczesne, wykonane z drewna ołtarz, mensa ołtarzowa i pulpit. W centralnej części ołtarza umieszczona jest figura św. Antoniego z Dzieciątkiem Jezus na ręce.
Po II wojnie światowej kościół został konsekrowany jako świątynia katolicka w dniu 1 października 1945 roku.